# 井上淳哉
井上淳哉（1971年10月18日—），日本的遊戲開發者、插畫家、漫畫家。出身於高知縣四萬十市。畢業於高知縣立中村高等學校、日本電子専門學校CG科。血型B型。

## 來歷
- 1992年加入Toaplan。
- 1994年Toaplan倒閉後加入Cave。對彈幕射擊遊戲的發展大有寄望。
- 2001年退出Cave，以漫畫家為主力。

## 作品列表

### 遊戲
上述記載相關作品、以街機用射擊遊戲。
- 東亜プラン
  - Dogyuun（ドギューン!!） - 設計師（新人研修與してOPデモ擔當）
  - ナックルバッシュ - 圖像手繪（含背景）
  - BATSUGUN - 圖像設計師、插畫、声優（ジーノ）

- ガゼル
  - Air gallet（アクウギャレット） - 設計師

- ケイブ
  - 怒首領蜂 - 設計師
  - ESP RA.DE.（エスプレイド）- 設計師、音樂製作人、声優（近江覚）
  - Guwange（ぐわんげ）- 設計師、音樂製作人、声優（藤村静彦）
  - Progear（プロギアの嵐）- 導演、音樂製作人、声優（ボルト・ボイヤー）
  - ヤンヤカバジスタ - PS2用動作遊戲。導演[1]。
  - 怒首領蜂大往生 - 海報用插畫（スタッフロールでの役職は「SUPER ADVISER」）
遊戲中的角色設計春畑睦月共同負責、Xbox 360移植版負責全要素人偶的插畫描繪、新異色「パイパー」的設計作成。
  - デススマイルズ - 圖像社長、全方面作品指導、声優（ジルバ、ジョルダン）
  - デススマイルズII 魔界のメリークリスマス -  圖像社長、全方面作品指導、声優（タメコス）
  - 怒首領蜂 大復活 - 參加TAISA ILLUSTLATOR。遊戲中登場的角色「ゴットヴィーン・ロンゲーナ大佐」的插畫出自他手。

- 其他
  - バトルマリンアーケード - 環球娛樂公司當初發售預定跟平台網路系統對應的街機（未發售）。故事模式的角色設計擔當。[2]

### 漫畫
- BATSUGUN コミカライズ版 - 「ゲーム必勝ガイド」上連載。
- 靈幻使者（おとぎ奉り） - 2001年～2008年、「Comic Gum」全12卷、新裝版全8卷（Wani Books發行）。
- - 2003年發行的同人誌（Wani Books發行）。以「Comic Gum」連載陣為中心加上多位作家的投稿『魔力女管家』的合集作品。
- BTOOOM!（BTOOOM!） - 漫畫。2009年～2018年、「週刊Comic Bunch」「月刊Comic@Bunch」共23卷（新潮社）已完結
- 妖怪HUNTER～闇の客人～ - 作畫擔當、原作：諸星大二郎。原作者同名漫畫的重製版、2011年～「月刊Comic@Bunch」（新潮社）為短期集中連載。
- La Vie en Doll人偶人生（La Vie en Doll） - 漫画。「Jump改」→「Ultra Jump」共3卷（集英社）連載中。

### 其他
- 妖怪大戰爭 - 2005年上映的電影。參與妖怪造型設計。
  - 與此相關的是，也負責角川大映工作室妖怪壁畫的製作。

## 外部連結
- （日語） stHISEKUTTA（页面存档备份，存于）。